# (1556) Wingolfia
(1556) Wingolfia ist ein Asteroid des Hauptgürtels, der am 14. Januar 1942 von dem deutschen Astronomen Karl Wilhelm Reinmuth an der Landessternwarte Heidelberg-Königstuhl der Universität Heidelberg entdeckt wurde.
Benannt ist der Asteroid nach der christlichen Studentenverbindung Heidelberger Wingolf (s. a. Wingolfsbund).